# Antidesma spatulifolium
Antidesma spatulifolium är en emblikaväxtart som beskrevs av Airy Shaw. Antidesma spatulifolium ingår i släktet Antidesma och familjen emblikaväxter. Inga underarter finns listade i Catalogue of Life.